# Octaèdre tronqué

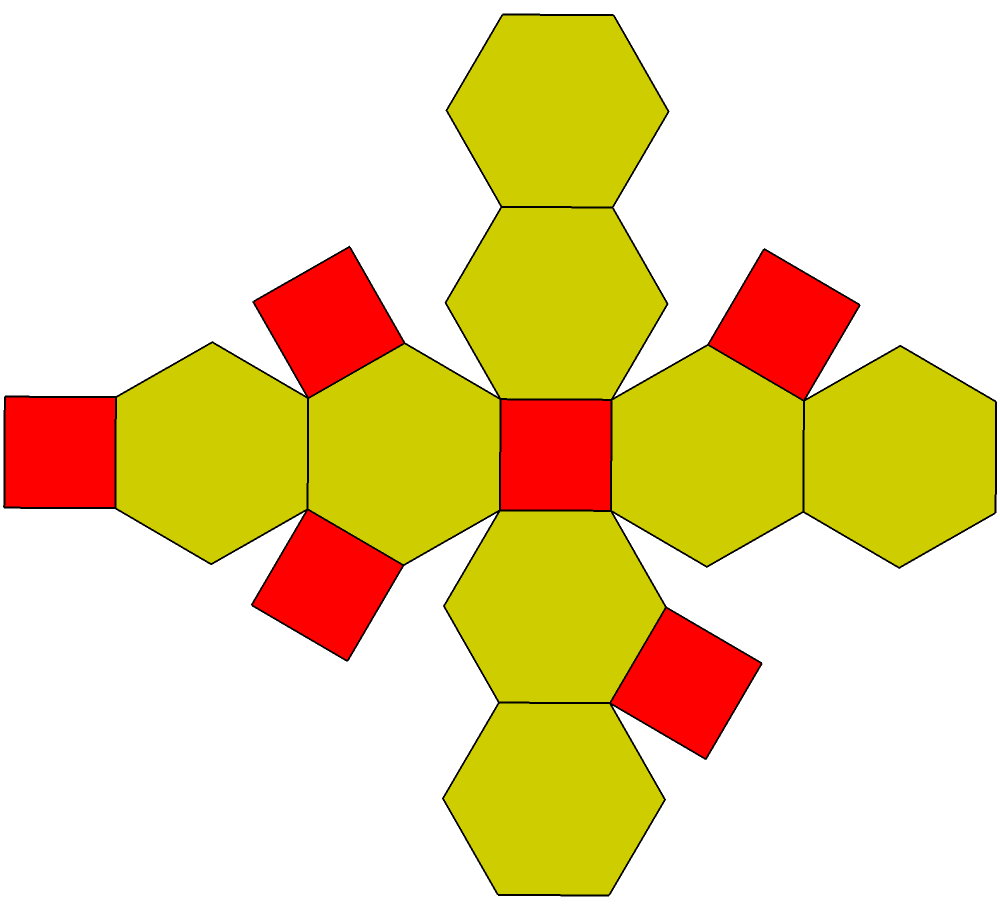
Développement de l'octaèdre tronqué.

L'octaèdre tronqué, ou tétrakaidécaèdre d'Archimède, est un polyèdre possédant 8 faces hexagonales régulières, 6 faces carrées, 24 sommets identiques et 36 arêtes égales. Ses faces étant des polygones réguliers se rencontrant en des sommets identiques, l'octaèdre tronqué est un solide d'Archimède. Chaque face ayant un centre de symétrie, c'est aussi un  zonoèdre (à six générateurs).
Comme le cube, l'octaèdre tronqué permet de paver l'espace.

## Coordonnées et permutations
En effectuant les {\displaystyle 6\times 4=24} permutations de (0, ±1, ±2) on obtient les coordonnées cartésiennes des sommets d'un octaèdre tronqué centré à l'origine. Les sommets sont aussi ceux de 12 rectangles dont les longueurs sont parallèles aux axes de coordonnées.
L'octaèdre tronqué peut aussi être représenté par plus de coordonnées symétriques en dimension quatre : les 24 permutations de (1,2,3,4) forment les sommets d'un octaèdre tronqué dans le sous-espace de dimension 3  x + y + z + w = 10. Pour cette raison, l'octaèdre tronqué est aussi connu quelquefois sous le nom de permutoèdre. La construction se généralise à n quelconque, et forme un polytope de dimension n – 1, ses sommets étant obtenus par les n! permutations de (1,2,..,n). Par exemple, les six permutations de (1,2,3) forment un hexagone régulier dans le plan x + y + z = 6.

## Construction géométrique
On obtient un tétrakaidécaèdre d'Archimède (ou octaèdre tronqué) en tronquant les 6 sommets d'un octaèdre régulier à hauteur du tiers de chaque arête.
On peut aussi construire un octaèdre tronqué à l'aide du patron ci-contre.

## Mesures et volume
Si les arêtes de l'octaèdre tronqué sont de longueur a,
- son volume est :

{\displaystyle V=8{\sqrt {2}}\ a^{3}\approx 11{,}3137\ a^{3}}
- l'aire de sa surface est :

{\displaystyle A=6\,(1+2{\sqrt {3}})\ a^{2}\approx 26{,}7846\ a^{2}}